# NGC 2385
NGC 2385 é uma galáxia espiral (S?) localizada na direcção da constelação de Gemini. Possui uma declinação de +33° 50' 17" e uma ascensão recta de 7 horas, 28 minutos e 28,2 segundos.
A galáxia NGC 2385 foi descoberta em 4 de Fevereiro de 1793 por William Herschel.